# فرانك شكسبير
فرانك شكسبير (بالإنجليزية: Franklin Bradford Shakespeare)‏ هو مجدف أمريكي، ولد في 31 مايو 1930 في فيلادلفيا في الولايات المتحدة.

## وصلات خارجية
- فرانك شكسبير على موقع الاتحاد الدولي للتجديف (الإنجليزية)
- فرانك شكسبير على موقع اللجنة الأولمبية الدولية (الإنجليزية)
- فرانك شكسبير على موقع أوليمبيديا (الإنجليزية)
- فرانك شكسبير على موقع قاعة ديلاوير للمشاهير الرياضية (الإنجليزية)